# Spiaggia naturista

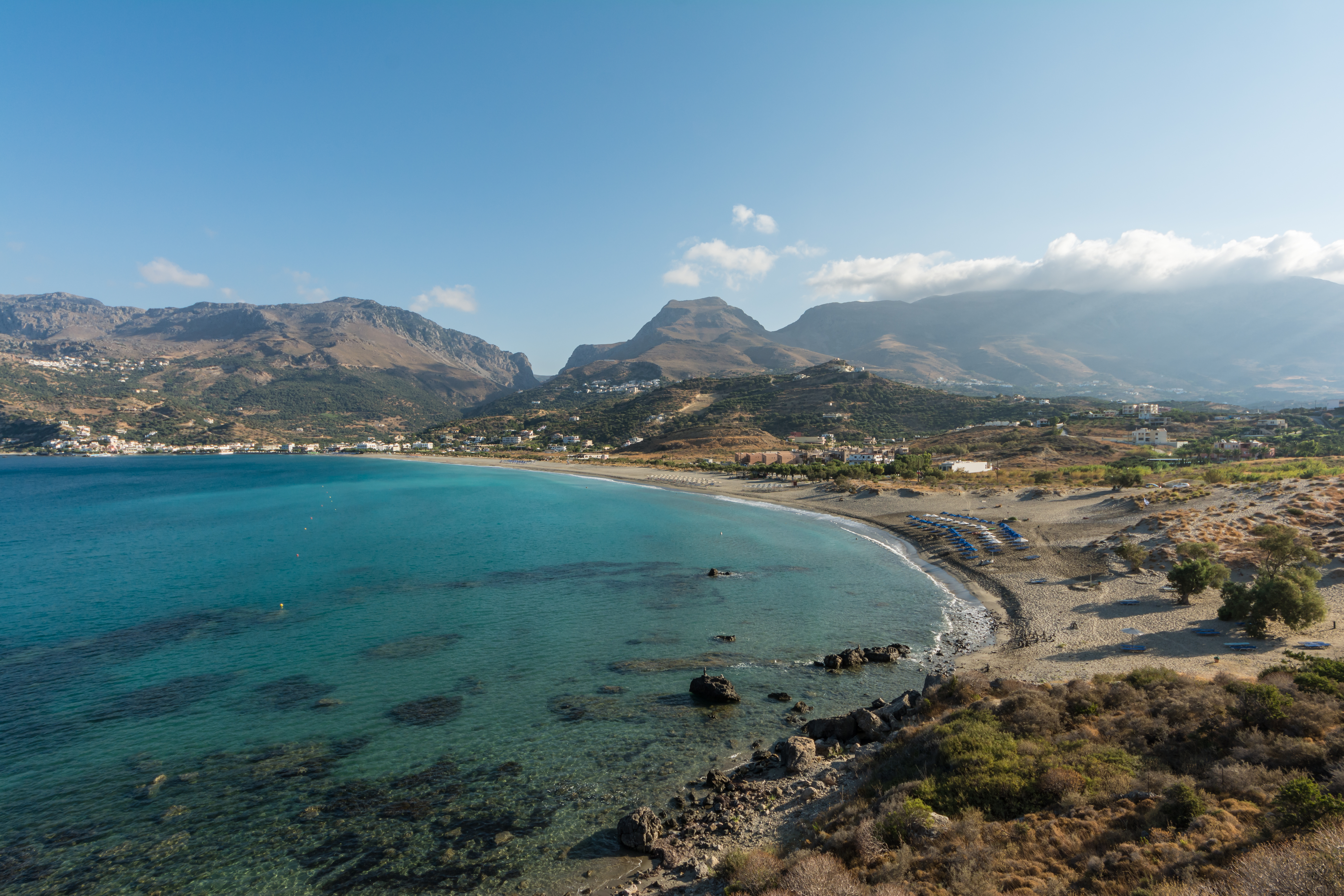
Parte della spiaggia di Plakias, a Creta, ospita una frequentazione naturista di tradizione quarantennale.

Una spiaggia naturista è una spiaggia dove è consentito lo stato di nudità. Per il naturismo infatti la nudità, suscitando un senso di comunione con la natura, può incoraggiare la difesa e la tutela degli ambienti naturali e il rispetto del prossimo e delle specie viventi. Le spiagge naturiste infatti sono di solito interessate da una bassa antropizzazione. La nudità naturista è da vivere entro i limiti della morale pubblica comune: trasgressione, esibizionismo ed atti osceni (sessualità portata in pubblico) rimangono vietati come in qualsiasi altra spiaggia. A differenza di un villaggio naturista, che sorge necessariamente su di un suolo privato, per le spiagge solitamente non è richiesto un pagamento o una tessera d'iscrizione ad associazioni naturiste per accedervi. La pratica naturista sulle spiagge può essere formalmente autorizzata, semplicemente tollerata oppure vietata secondo le legislazioni adottate dalle nazioni o dagli enti ed autorità locali.
Le spiagge possono talvolta essere definite per semplicità nudiste nel linguaggio comune, nonostante la differenza di significato, sostanzialmente riferendosi alla possibilità di fruire del luogo in nudità.
Il numero di spiagge naturiste è variabile a seconda delle regioni e dei paesi. Nel contesto europeo, la Spagna e la Danimarca consentono la nudità in gran parte delle spiagge, anche quando non si tratta di veri e propri luoghi riservati ai naturisti. Altri paesi come la Francia, pur non autorizzando la nudità in ogni spiaggia, dispongono di un elevato numero di spiagge autorizzate al Naturismo in ogni regione. 
Le spiagge per naturisti tendono ad essere più riparate alla vista e talvolta anche separate (da confini naturali) dalle altre aree di balneazione nelle quali la nudità non è ammessa. Spesso viene adoperata apposita segnaletica per informare dell'uso naturista di un tratto di litorale.

## Statuto legale

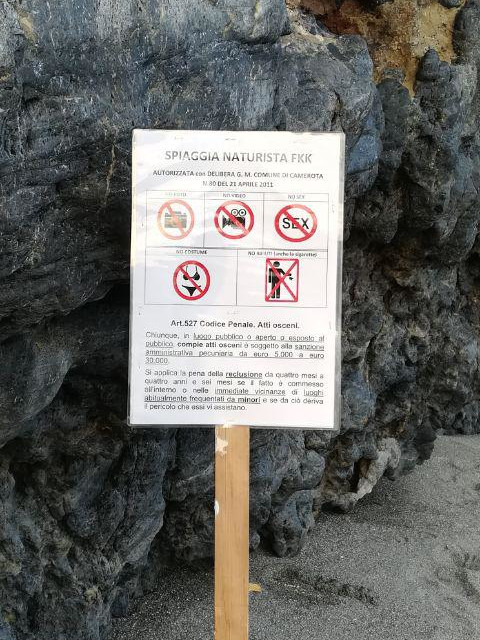
Cartello posto all'inizio della spiaggia naturista del Troncone, Marina di Camerota, Italia

Lo spirito naturista trova nella nudità vissuta in contesti naturali una forma di comunione con la natura che incoraggia la tutela ed il rispetto di essa, del prossimo e delle forme di vita che la abitano. L'autorizzazione alla pratica naturista in un luogo si esprime di fatto nel consentire il solo stato di nudità: gli atti osceni di ogni tipo rimangono perseguiti dagli ordinamenti di tutte le nazioni. La Federazione naturista internazionale, recependo ed esprimendo lo spirito naturista, ha sviluppato un codice di condotta, o galateo, che aiuta a comprendere il comportamento da tenersi da parte dei fruitori nei luoghi naturisti. Esso sostanzialmente aderisce alle comuni norme della morale pubblica: vieta tutte le forme di molestie o attività sessuali pubbliche, come la masturbazione o il coito, così come le fotografie non autorizzate. In generale, le norme richiedono il rispetto della riservatezza degli altri visitatori.
Anche se un luogo per le vacanze può controllare l'accesso nella sua proprietà e stabilire delle norme sull'abbigliamento, queste norme non devono applicarsi per forza alla spiaggia, che rimane soggetta alle leggi e ai costumi locali. Questo avviene, per esempio, nelle isole dei Caraibi, in Messico e in Florida.

## Nel mondo

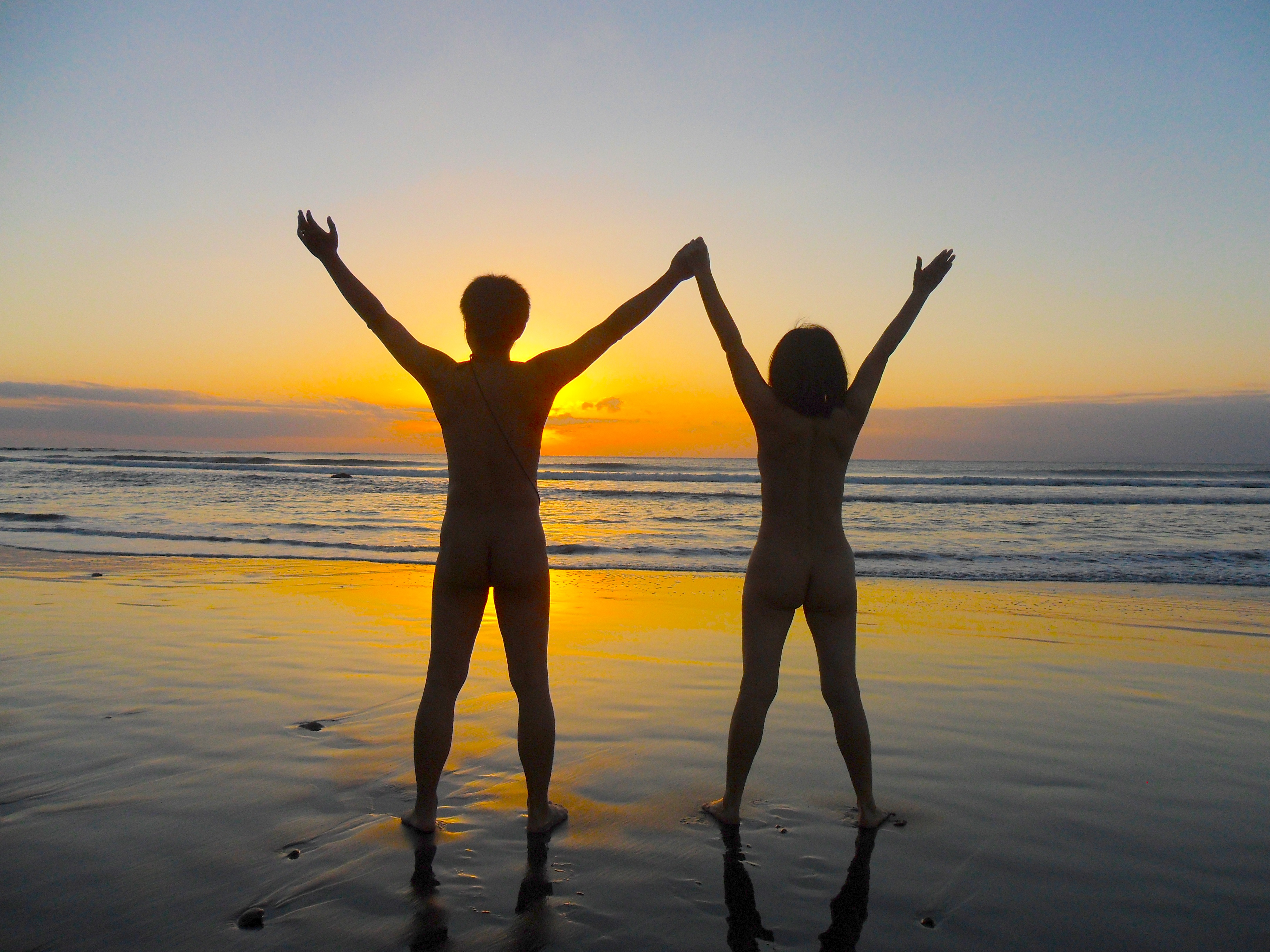
Una coppia di naturisti sulla spiaggia di Taitung, Taiwan.

Nel 2009, il geografo Emmanuel Jaurand rilevò la presenza di spiagge nudiste autorizzate in 43 paesi nel mondo, situate principalmente in Europa (la maggior parte delle quali nell'unione europea) e in America. Alcuni paesi mostrano una certa tolleranza nei confronti di questo tipo di luogo, come la Cina, l'Indonesia, la Turchia o addirittura la Costa Rica. Infine, sul resto del pianeta, le altre spiagge non sembrano avere "un'esistenza ufficiale". In questi ultimi casi, quando esistono ma non ufficiosamente, si trovano in prossimità delle stazioni balneari internazionali.
Negli altri paesi del mondo, si trovano spiagge ufficiali in Australia, in Israele, e in Sudafrica. In Nuova Zelanda i bagnanti possono andare completamente nudi su qualsiasi spiaggia dove è concessa la nudità, pertanto non esistono delle spiagge nudiste ufficiali. La prima spiaggia naturista sudafricana venne autorizzata nel 2015 nella riserva naturale di Mpenjati, situata sulla costa selvatica, a 150 chilometri da Durban.

### America
Undici paesi del continente americano autorizzano le spiagge nudiste. Esistono otto spiagge regolamentate ufficialmente in Brasile, ma l'abbigliamento non è facoltativo. La nudità è obbligatoria, e le persone singole non possono entrare senza una tessera associativa di un'organizzazione naturista riconosciuta. Altrimenti, sono simili alle altre spiagge naturiste autoregolamentate.

#### Stati Uniti
Negli anni 1960 e 1970 si cominciò a tollerare la nudità in spiaggia negli Stati Uniti. Un esempio era il parco Jacob Riis, dove la nudità era limitata alla "baia 1", la sezione più a nord, delimitata informalmente dai moli. Frequentata all'inizio dagli omosessuali, la sua popolarità si espanse ai naturisti tradizionali, incluse le famiglie. Quando il parco divenne parte della Gateway National Recreation Area nel 1972, la legge federale sostituì le leggi locali sull'esibizionismo. Nel 1974 venne approvata una legge cittadina che vietava specificatamente la nudità nel parco, ma la polizia statunitense dei parchi continuò a chiudere un occhio a meno che non venissero violate altre leggi. Una legge statale rese illegale la nudità nelle spiagge nel 1983.
Anche le spiagge libere si svilupparono a parte dagli organismi naturisti nazionali, alcuni di questi si sono interessati e hanno contribuito a proteggerle legalmente, e attraverso la pubblicazione di linee guida sul comportamento accettabile. In America settentrionale, il Movimento delle Spiagge Libere era un gruppo che si opponeva alla direzione delle organizzazioni ufficiali nudiste, l'Associazione Americana per il Divertimento da Nudi (American Association for Nude Recreation), e istituì la Società Naturista (The Naturist Society) come rivale.

### Europa

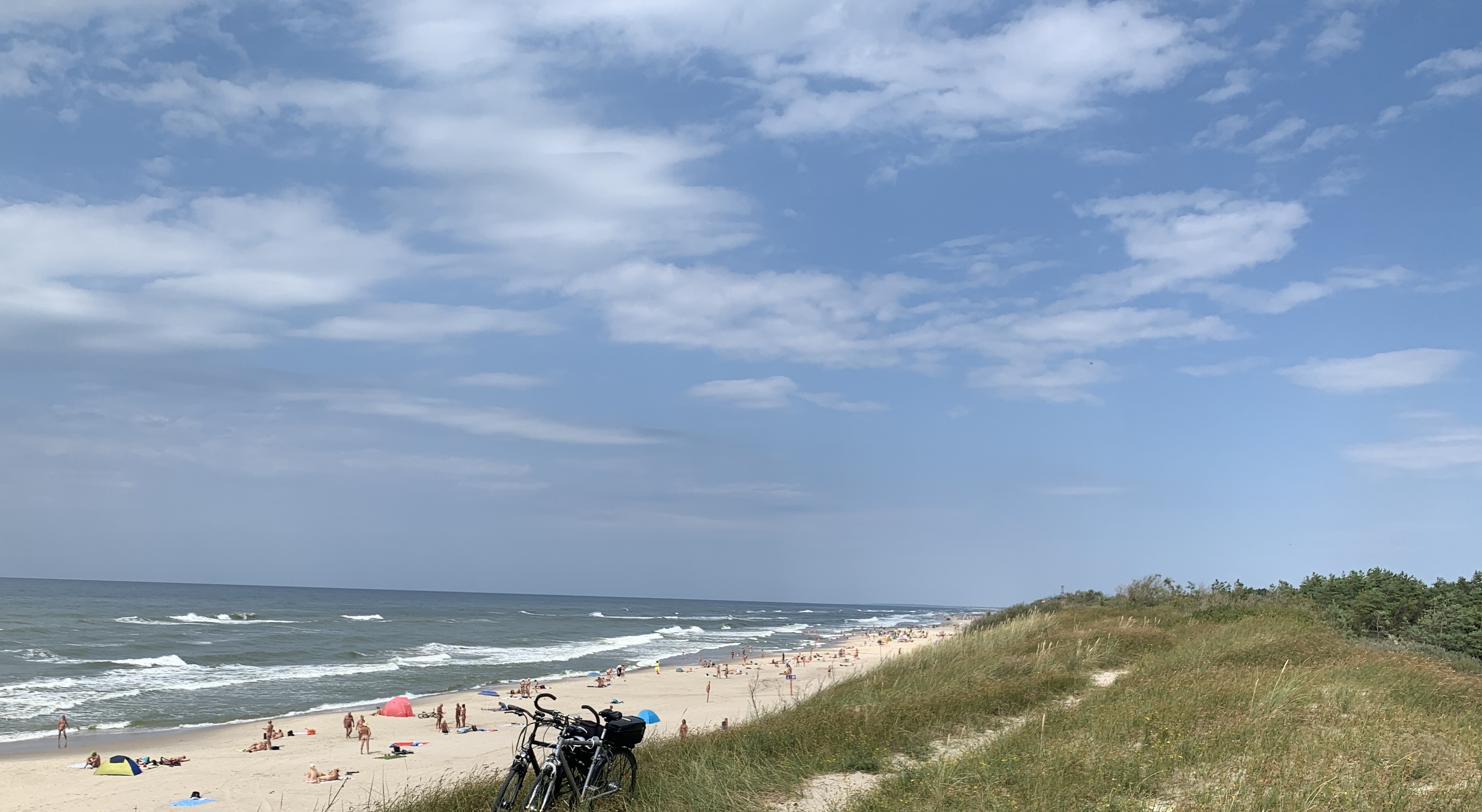
La spiaggia nudista lituana a Nida

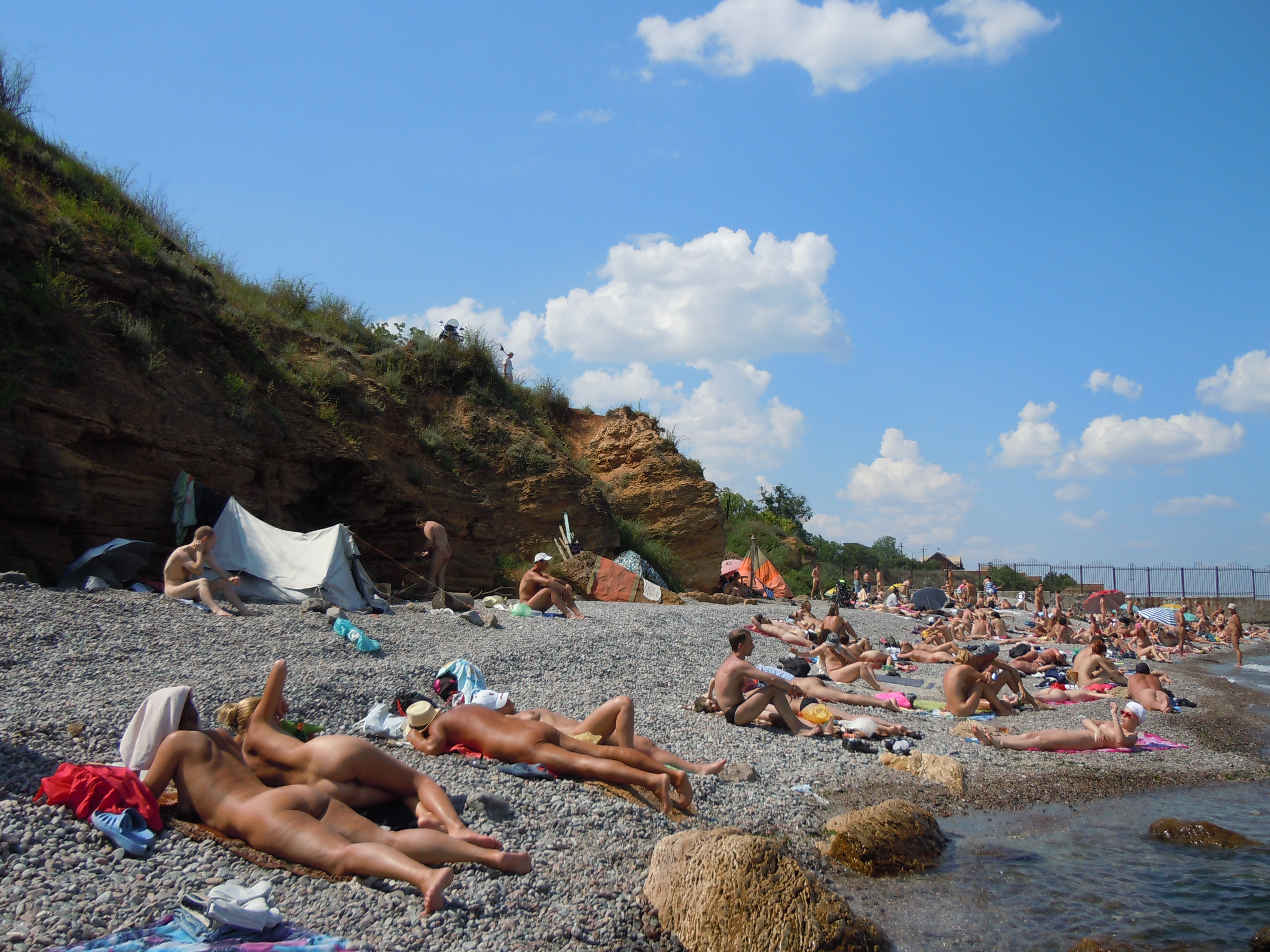
Spiaggia naturista di Odessa, situata presso il capo Malyj Fontan.

In Europa molti comuni o autorità competenti autorizzano il naturismo sulle spiagge poste sotto la loro responsabilità. Il continente europeo conta più di 500 destinazioni naturiste che possono accogliere i turisti in vacanza.
Tutti i paesi dell'unione europea dispongono pertanto di spiagge naturiste ufficiali eccetto la Grecia, l'Irlanda, l'isola di Malta e la Polonia. In Grecia comunque vi sono moltissime spiagge dove la nudità è tollerata e che ospitano una frequentazione naturista più che quarantennale, come sull'isola di Creta. La maggior parte delle spiagge spagnole, danesi e alcune norvegesi consentono la nudità. In Germania esistono delle aree specifiche nei parchi dove è concessa la nudità, come a Monaco e a Berlino.
La pratica rimane fortemente regolamentata in paesi come il Belgio, l'Italia, la Polonia e il Portogallo. In Finlandia è legale in tutti i luoghi e in tutte le circostanze.

#### Francia

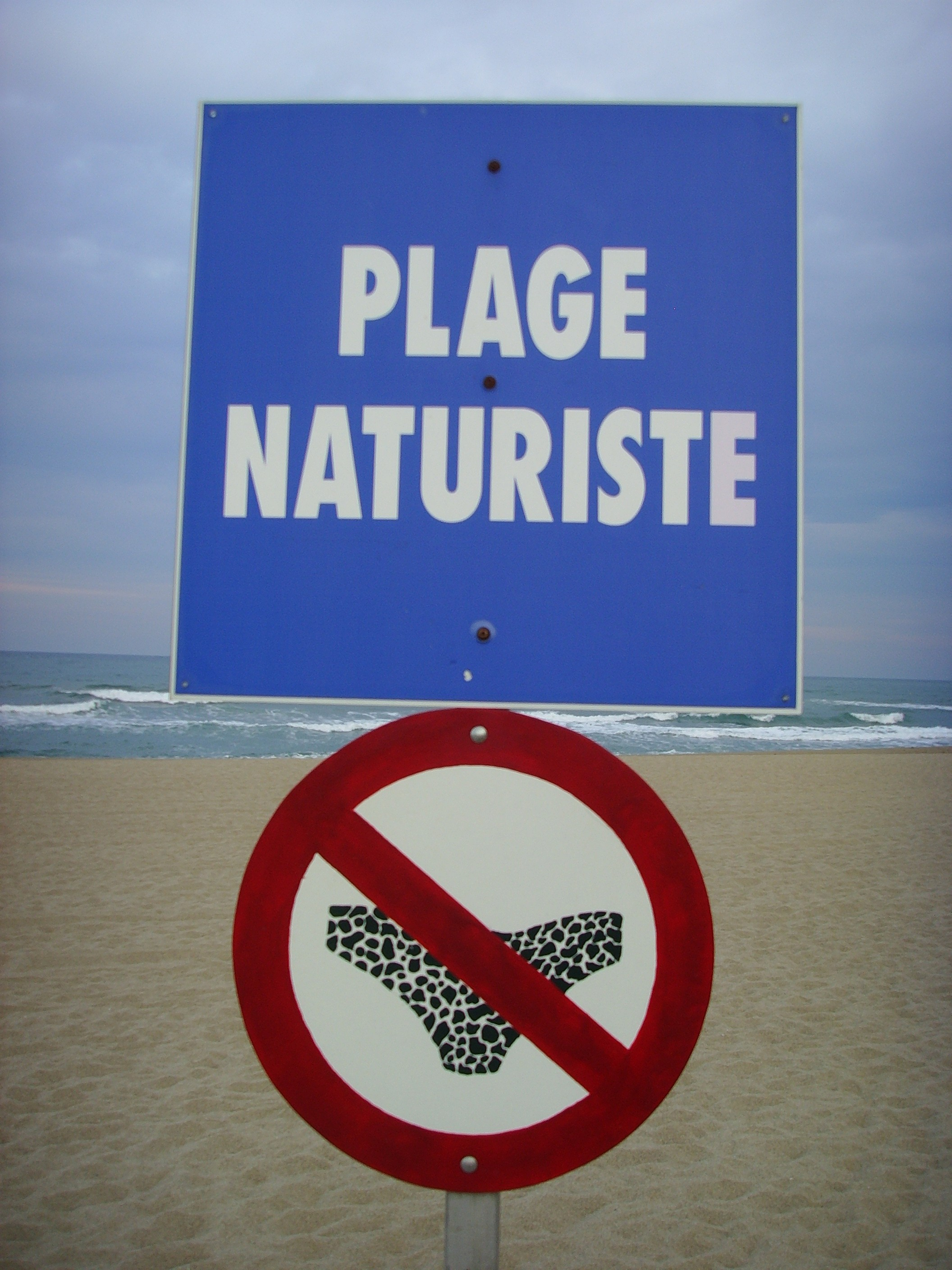
Cartello che segnala l'inizio della spiaggia naturista di Port Leucate in Francia, e indica che la nudità è obbligatoria per accedervi.

In Francia, la legge costiera del 1986 e i decreti comunali regolano le pratiche diverse sulla spiaggia. Alcune spiagge naturiste sono ufficializzate tramite decreti comunali o altri decreti in certi casi. Su queste spiagge il naturismo è definito dal decreto. Il naturismo può essere vietato tramite decreto comunale, ma non vi è alcuna legge francese che lo vieti. Talvolta le spiagge francesi possono essere oggetto di concessione (diventando delle spiagge private), in particolare con il decreto n. 2006-608, ma quest'ultimo non affronta la questione dell'attività nudista.
In generale, l'autorizzazione del nudismo non ne comporta l'obbligo, e le spiagge rimangono accessibili anche alla gente vestita (come gli osservatori della natura e gli appassionati di sport). Un'eccezione, tuttavia, è la costa dell'Île du Levant nel comune di Hyères-les-Palmiers, che è "strettamente riservata ai naturisti" e dove "il nudismo integrale è la regola".
La Federazione francese del naturismo (FFN)  annunciò negli anni 1970 l'esistenza di nove spiagge in Francia, per le quali c'era un decreto comunale che autorizzava la nudità, e sedici dove il naturismo veniva tollerato. Nel 2000 erano 200 circa. Nel 2015, l'agenzia di sviluppo turistico della Francia contava 116 spiagge nelle quali il nudismo è tollerato e sorvegliato.

#### Italia
In Italia l'uso naturista di tratti di litorale è attestato sin dal secondo dopoguerra. A partire dagli anni 2000 le amministrazioni degli enti locali hanno cominciato a formalizzare quest'uso autorizzando spiagge naturiste in diverse regioni, comprendendo che l'istituzionalizzazione aiuta a scoraggiare comportamenti contrari alla morale pubblica da parte di persone che sono distanti dallo spirito naturista. Grazie al riconoscimento ufficiale delle spiagge è infatti stato possibile sanzionare gli avventori che, più o meno consapevolmente, approfittassero dello stato di nudità per commettere atti osceni. Leggi regionali in sei regioni (Emilia-Romagna, Abruzzo, Veneto, Piemonte, Lombardia e Sardegna) offrono una solida cornice legislativa alla promozione del turismo naturista. Ad oggi le spiagge riconosciute ufficialmente con delibere degli enti locali sono 21, la maggioranza sul mare, alcune fluviali. Le regioni con maggior numero di spiagge naturiste riconosciute sono la Toscana e la Sardegna. In tutta Italia vi sono poi numerose spiagge con una fruizione naturista di tradizione quarantennale, anche se non ancora ufficialmente riconosciuta. Presso di esse la nudità è solitamente tollerata, anche con riferimento alle sentenze n. 1765 e n. 3557 della Corte di cassazione del 2000 che hanno offerto una fonte di legittimazione per il Naturismo nei luoghi in cui esso è consuetudine. 
La Federazione Naturista Italiana (FENAIT) pubblica sul proprio sito un elenco dettagliato e aggiornato di tutte le spiagge italiane ufficialmente riconosciute o di lunga consuetudine.

#### Spagna

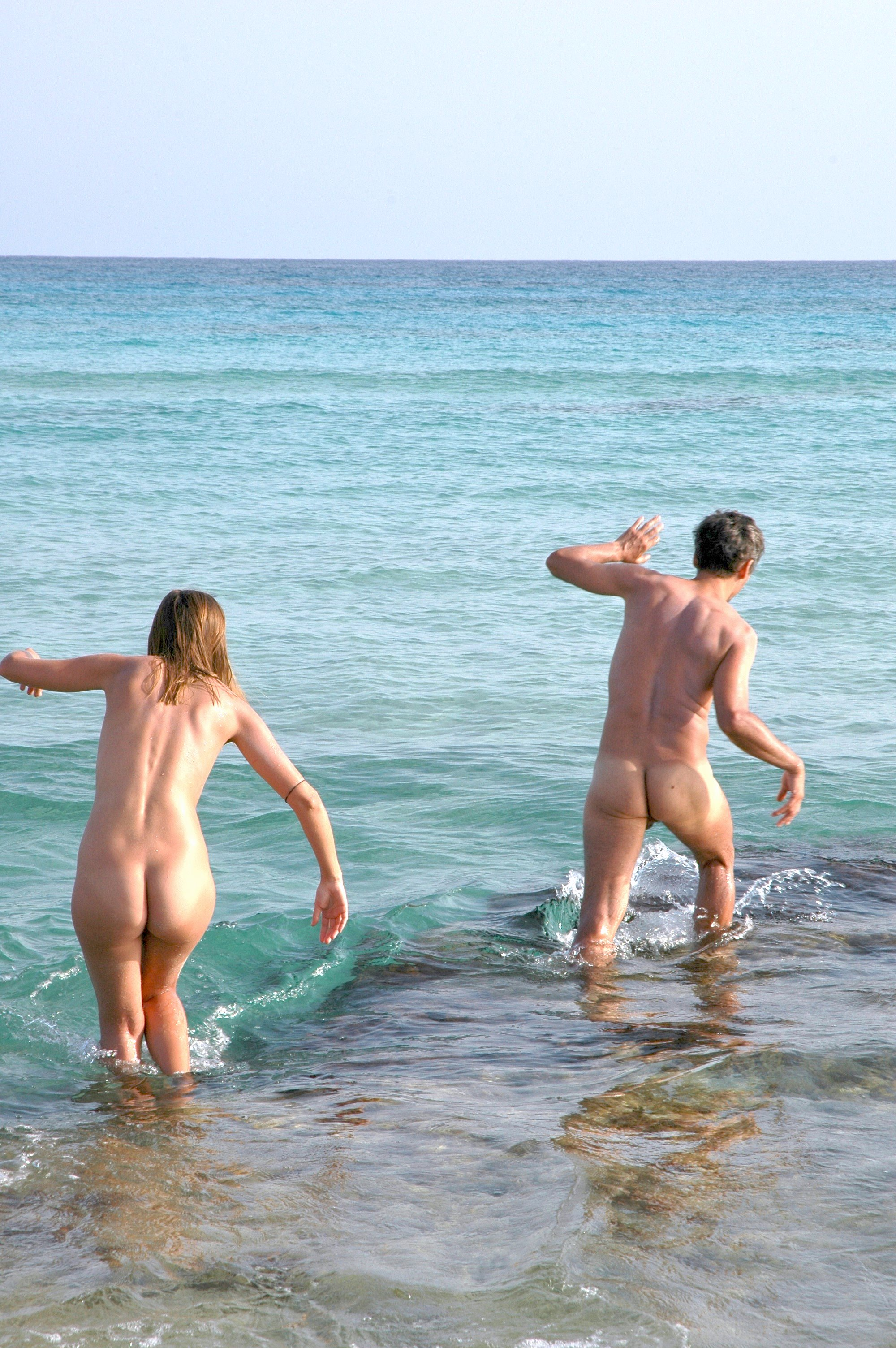
Due bagnanti alla spiaggia nudista di Formentera, nelle isole Baleari.

Il ministero dell'agricoltura e dell'ambiente conta più di 240 spiagge per nudisti ufficiali sparse sulle coste mediterranee e atlantiche. La Spagna, così come la Croazia, è uno dei due paesi che possiedono il maggior numero di spiagge naturiste nella costa settentrionale del Mediterraneo (molte delle quali si trovano in Catalogna). La maggior parte dei comuni del litorale mediterraneo dispone anche di una spiaggia naturista. Tuttavia, nel 2016, una legge dell'amministrazione del comune di Cadice vietò la pratica del nudismo sulle spiagge all'interno dei confini della città storica, e questa decisione venne confermata dalla corte suprema spagnola.

## Nella cultura di massa
Le spiagge naturiste spesso appaiono nelle opere che hanno come tema principale proprio il naturismo. Tra le pellicole che trattano questo tema si citano Una ragazza a Saint-Tropez del 1964, Ricchi, ricchissimi... praticamente in mutande del 1982, Maschi contro femmine del 2010, Suntan del 2016. Anche la striscia a fumetti francese Le Minoukinis è ambientata per lo più in una di queste spiagge.